# 锡埃克萨泰站
锡埃克萨泰站是叶尔加瓦-利耶帕亚铁路线上的一个火车站，车站建于1929年并于当年9月25日启用；然而在2001年，该火车站停止运营，站台和站房保留下来用作住宅楼。